# Kira (strój)

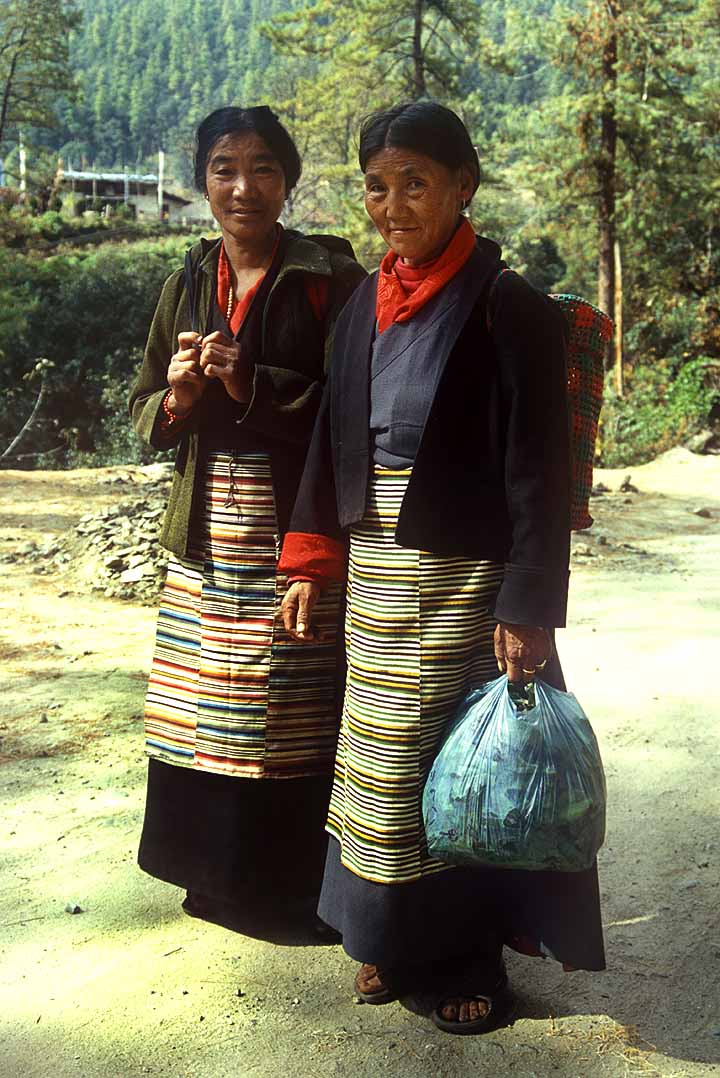
Kobiety ubrane w kira

Kira – tradycyjny strój kobiet w Bhutanie. Charakterystyczna długa do kostek suknia spięta na ramionach i przewiązana w pasie. Towarzyszy jej noszona pod spód bluzka z długimi rękawami.